# ひとりね
『ひとりね』は、2001年製作、2002年3月16日公開の日本映画。
すずきじゅんいち監督、榊原るみ主演。製作当時、榊原は19年の結婚生活に終止符を打ち、すずき監督との同棲生活を経て入籍したばかりであった。前夫との間の娘である榊原めぐみ（現・松下恵）が、本作に「愛情出演」している。

## スタッフ
- 製作総指揮 - 鈴木隆一、すずきじゅんいち
- プロデューサー - 小杉哲大
- 製作担当 - 岩本光弘
- 監督 - すずきじゅんいち
- 助監督 - 金丸雄一
- 脚本 - 馬場当、柴田千晶
- 撮影監督 - 長田勇市
- 音楽 - 村山達哉
- 美術 - 岩城南海子
- 録音 - 中山隆匡
- 編集 - 今井剛

## キャスト
- 織江 - 榊原るみ
- 白木 - 米倉斉加年
- 若い男 - 高橋和也
- 直子 - 余貴美子
- 薫 - 榊原めぐみ
- 悦子 - 風祭ゆき
- ギターの男 - 梅田凡和
- 老婆 - 内海桂子
- 菅原大吉
- 翁華栄
- 助川汎
- 中里博美
- 桂木宣
- 藤山律子
- 馬場当
- 柴田千晶
- ビリー・トンプキンス
- 飯田里穂
- 小杉錬太朗
- 槻林美帆
- 野口綾奈
- 田代琴恵
- 森脇里穂
- 吉田茉以
- 大槻麻依
- 三沢愛友奈
- 斉藤瑠花
- 斉藤舞花